# Ino Anastácia
Ino (em grego: Ἰνὼ), rebatizada de Élia Anastácia (em latim: Aelia Anastasia) e conhecida como Ino Anastácia, foi uma imperatriz-consorte bizantina, esposa do imperador Tibério II.

## Primeiros anos
De acordo com o relato de João de Éfeso, Ino veio de Dafnúdio, que pode ser a ilha de Dafnúsia, na costa da Bitínia no Mar Negro. Ela se casou primeiro com o optio João (Ioannes), um oficial de baixo escalão no exército bizantino. Eles tiveram uma filha que foi prometida a Tibério, mas o marido e a filha morreram antes que o contrato pudesse ser efetivado. Por conta disto, a própria Ino se casou com Tibério.
João menciona ainda que Ino e Tibério tiveram três filhos. As meninas Constantina e Cárito são conhecidas pelo nome. Acredita-se que tenha havido uma terceira, que morreu antes da elevação de Tibério a césar.

### Esposa do césar
Tibério era o conde dos excubitores ("comandante dos excubitores") de Justino II, um imperador que, supostamente, sofria de ataques temporários de insanidade e se mostrou incapaz de realizar suas funções já na época da queda de Dara a Cosroes I, do Império Sassânida, em novembro de 573. De acordo com Gregório de Tours, o poder no Império nesta época foi assumido pela imperatriz Sofia, uma sobrinha da grande Teodora e consorte de Justino II. Evágrio Escolástico relata que Sofia conseguiu firmar uma trégua de três anos com Cosroes por conta própria. Mas, como regente, ela necessitava de aliados e escolheu Tibério como colega no poder.
De acordo com Teófanes, o Confessor, Tibério foi oficialmente nomeado césar por Justino em 7 de dezembro de 574. Ele também foi adotado por Justino e, assim, se tornou seu herdeiro-aparente. Nesta época, Ino emergiu como caesarissa, a segunda mulher mais poderosa no Império, e Constantina e sua irmã, Cárito, se tornaram membros da família imperial.
A "História Eclesiástica" de João de Éfeso e a "Crônica" de Teófanes relatam que Sofia planejava se casar com Tibério, pois considerava ofensivo seu casamento com Ino. Ela e suas filhas foram proibidas de entrarem no Grande Palácio de Constantinopla para mantê-las longe de Tibério e foram acomodadas no Palácio de Hormisda, a antiga residência de Justiniano I antes de sua ascensão ao trono. De acordo com João, Tibério se juntava a elas todas as noites e retornava ao Grande Palácio pelas manhãs. Teimosamente, Sofia também se recusou a deixar que as senhoras da corte visitassem Ino e as filhas para prestar-lhes respeito.
Ino eventualmente deixou a capital e se mudou para Dafnúdio, onde morava antes. De acordo com João de Éfeso, Tibério foi ao seu encontro quando ela adoeceu. Presume-se que suas filhas se juntaram à mãe quando ela partiu.

## Imperatriz
Em setembro de 578, Justino II nomeou Tibério seu coimperador. Em 5 de outubro, ele estava morto e Tibério era o único imperador. De acordo com João de Éfeso, Sofia enviou o patriarca de Constantinopla Eutíquio até Tibério para convencê-lo a se divorciar de Ino e oferecendo a própria imperatriz e sua filha Arábia como noivas em potencial para o novo imperador. Tibério recusou a proposta.
O novo imperador aparentemente temia pela segurança de sua esposa e filhas. João relata que as três mulheres foram levadas em segredo para a capital por barco, à noite. A imperatriz chegou em segurança e seu marido arrumou encontros entre ela, Eutíquio e membros do Senado bizantino. Ino foi proclamada imperatriz numa cerimônia pública e recebeu o título de augusta.
De acordo com João de Éfeso, seu nome era considerado inadequado para uma imperatriz cristã por ter tons helênicos. A Ino original era filha de Cadmo e Harmonia, identificada como sendo a deusa Leucoteia. Como imperatriz, Ino recebeu o nome de Anastácia (e, oficialmente, Élia Anastácia), sugerido pela facção "Azul" dos corredores de bigas. Seus rivais, os "Verdes", haviam sugerido Helena.
Anastácia não era a única augusta. Sofia também manteve seu título e continuou ocupando uma seção do Grande Palácio para si. A afiliação religiosa de Anastácia é desconhecida, mas, de acordo com João de Éfeso, ela era hostil à facção calcedoniana, mas não sabia corretamente quais eram suas crenças. Porém, João não menciona que ela tenha apoiado as crenças adversárias (o monofisismo ou o monotelismo) também.

### Sogra
Em 14 de agosto de 582, Tibério morreu e foi sucedido por Maurício, um general que fora prometido a Constantina. O casamento dos dois ocorreu no outono de 582, numa cerimônia realizada pelo patriarca de Constantinopla João IV e descrito em detalhes por Teofilato Simocata. Constantina também foi proclamada augusta e, por algum tempo, três imperatrizes detinham o título. Segundo João de Éfeso, todas elas viviam no Grande Palácio.
Teófanes relata a morte de Anastácia no ano de 593. Ela foi sepultada na Igreja dos Santos Apóstolos junto ao marido.